# Volumul 2 (Nicolae Guță)
Nicolae Guță (numit mai târziu Volumul 2) este un album de studio realizat de cântărețul rom din România Nicolae Guță. Este al doilea disc din seria Nicolae  Guță. A fost lansat în 1994, la doi ani după discul de debut. Materialul este încadrat pe disc drept „muzică populară țigănească”, referindu-se la genul lăutăresc.
Spre deosebire de primul disc, vioara nu apare, sintetizatorul ocupând în schimb o poziție mai pregnantă. El sugerează în unele piese intervenția unui țambal; timbrul său de primă trimite către muzica pop (acesta se aude distinct în introducerea piesei „De când te iubesc pe tine”).

## Lista pistelor
1. De când te iubesc pe tine (5:32)
2. De-ar fi lumea de hârtie (3:38)
3. Doamne, ca mâne-s Paștilii, mă (8:34)
4. Aseară din ce-am văzut (6:32)
5. Horă țigănească (7:11)
6. Doamne, iar m-am îmbătat (7:51)
7. Țigănească (4:27)
8. Doamne, mă bătui aseară-n birt (10:37)
9. Om cu inima de piatră. Instrumentală (7:28)
10. Prezentare instrumentală (1:50)

## Personal
Muzicienii care au participat la realizarea discului sunt numiți în ultima pistă a discului, „Prezentare instrumentală”. Totuși, aici numele saxofonistului este stâlcit (Remus Cârpan). Cel din urmă este numit responsabil pentru orga electronică; în realitate, instrumentul său este sintetizatorul de sunet.
- Nicolae Guță – voce
- Remus Cârpaci – saxofon alto
- Tudor Iovanovici – sintetizator
- Marius Gheorghe – acordeon
- Constantin Traian – chitară armonie (chitară electrică – n.n.)